# モア・ソングス
『モア・ソングス』（原題：More Songs About Buildings and Food）は、アメリカのロックバンド、トーキング・ヘッズが1978年に発表した2枚目のアルバム。評価の高かった前作から人気は更に高まり、この作品で世界的に知名度は高くなった。
『ローリング・ストーン誌が選ぶオールタイム・ベストアルバム500』に於いて、364位にランクイン。
2025年7月25日にスーパー・デラックス・エディション（CD3枚、Blu-ray1枚）が発売された。

## 収録曲
特記したものを除き、すべてデヴィッド・バーンの作詞・作曲。
Side 1
1. 天使をありがとう - Thank You for Sending Me an Angel (2:11)
2. ウィズ・アワ・ラヴ - With Our Love (3:30)
3. グッド・シング - The Good Thing (3:03)
4. 警告 - Warning Sign (3:55)
5. 女の子は女の子に - The Girls Want to be With the Girls (2:37)
6. ファウンド・ア・ジョブ - Found a Job (5:00)

Side 2
1. アーティスト・オンリー - Artists Only (3:34)（バーン、Wayne Zieve）
2. アイム・ノット・イン・ラヴ - I'm Not in Love (4:33)
3. ステイ・ハングリー - Stay Hungry (2:39)（バーン、クリス・フランツ）
4. テイク・ミー・トゥ・ザ・リヴァー - Take Me to the River (5:00)（アル・グリーン）
5. ビッグ・カントリー - The Big Country (5:30)